# Tipula acuta
Tipula acuta är en tvåvingeart som beskrevs av Doane 1901. Tipula acuta ingår i släktet Tipula och familjen storharkrankar. Inga underarter finns listade i Catalogue of Life.